# La Lucita de Ledezma
La Lucita de Ledezma är en ort i Mexiko.   Den ligger i kommunen Pénjamo och delstaten Guanajuato, i den centrala delen av landet, 290 km väster om huvudstaden Mexico City. La Lucita de Ledezma ligger 1 726 meter över havet och antalet invånare är 125.
Terrängen runt La Lucita de Ledezma är varierad. Runt La Lucita de Ledezma är det ganska tätbefolkat, med 83 invånare per kvadratkilometer. Närmaste större samhälle är Pénjamo, 9,4 km norr om La Lucita de Ledezma. I omgivningarna runt La Lucita de Ledezma växer huvudsakligen savannskog.